# 獵人燴雞
獵人燴雞（英語：cacciatore）是一道傳統義大利飲食，名字來自義大利語的「獵人」，是指按照獵人烹調習慣的菜式，使用洋葱、香料、有時添加番茄及青椒並佐以葡萄酒調味的烹飪方式。
此料理普遍使用雞肉為主，也有搭配兔肉或使用莎樂美腸佐以大蒜與胡椒的變化方法。

## 製作
獵人燴雞的基本作法通常是先在大煎鍋中加熱幾個湯匙的橄欖油，放入撒了鹽和胡椒的雞肉在鍋中並每側煎三到四分鐘。盛起雞肉後，倒掉大多數的油脂。剩餘油脂用來翻炒洋葱、胡椒或其他蔬菜幾分鐘。一小罐的去皮番茄（去除其中液體並粗略切碎後）通常與迷迭香和半杯红葡萄酒一起加入鍋內，而月桂葉以及剁碎的紅蘿蔔也可以使用來增加額外的甜味。煎好的雞肉放回鍋內並蓋上鍋蓋，再慢火煨煮約一個小時後就可以完成。此外，獵人燴雞往往搭配鄉村麵包或意大利麵。

## 變化
這道主菜隨著不同區域中可取得的食材而有許多變化。例如，在意大利南部，獵人燴雞往往添加红葡萄酒，而意大利北部廚師則常使用白葡萄酒。也有一些作法中會使用蘑菇入菜。

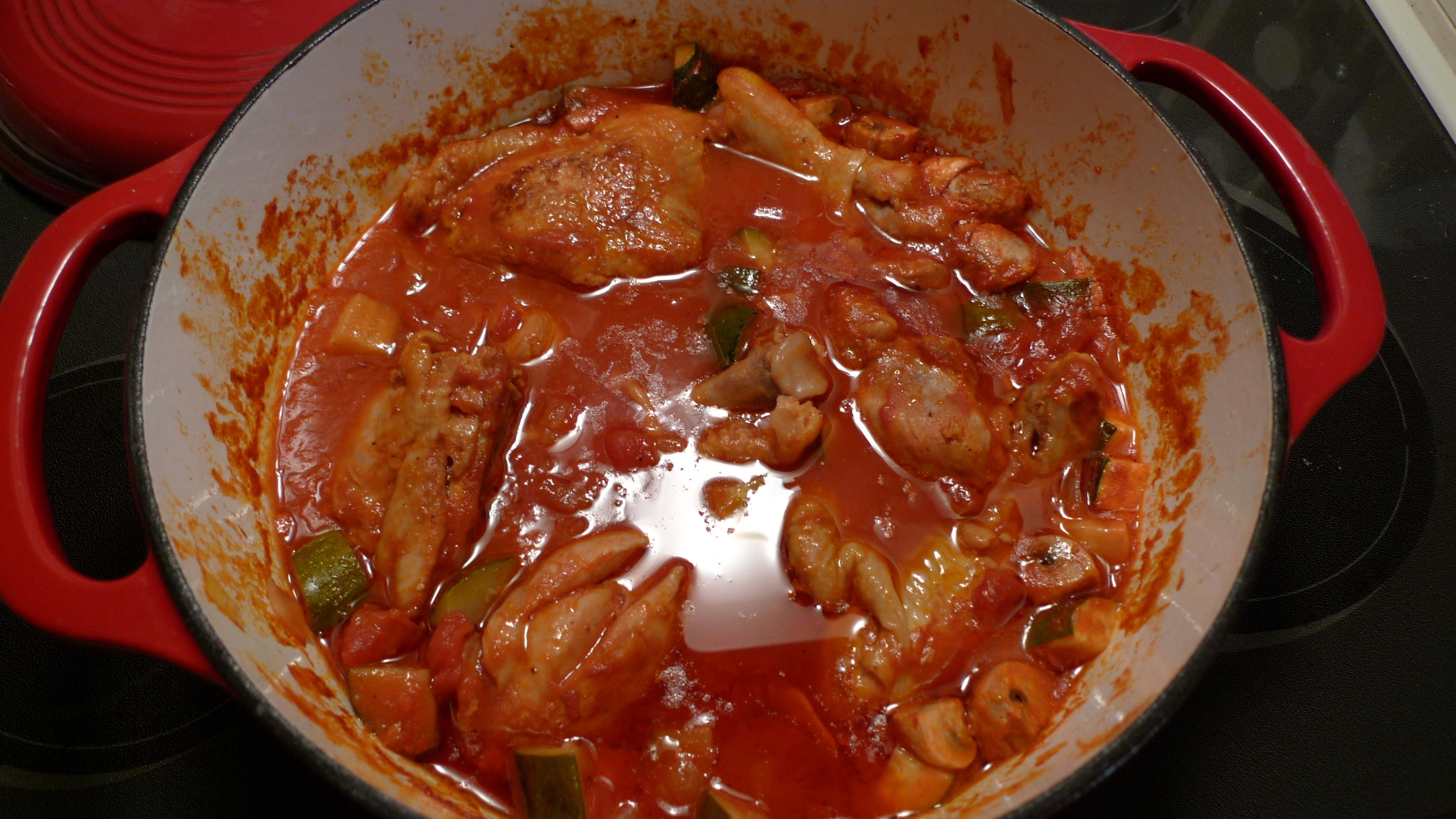
美式獵人燴雞

在美國，這道料理常以義大利式蕃茄醬調理，不過在義大利當地則不一定會含有番茄。